# Энкелль, Мартин
Ма́ртин Э́нкелль (швед. Martin Enckell; 8 января 1954, Хельсинки, Финляндия) — финский шведоязычный писатель, поэт, переводчик, лауреат Царскосельской художественной премии (1996).

## Биография
Родился 8 января 1954 года в Хельсинки, в Финляндии.
В 1974 году дебютировал как писатель со сборником Kristalltårar.
В 1995 году удостоен премии молодых художников Финляндии (Nuoren Taiteen Suomi-palkinnon).
В 1996 году в русском переводе опубликована поэма «Кали» и в том же году поэт стал лауреатом Царскосельской художественной премии.
Занимается переводами на шведский лирики с финского и исландского языков.

## Творчество
На русском
- Кали / Поэт. пер. Виктора Кривулина, Александра Скидана. Подстроч. пер. Зинаиды Линден — СПб.: Авенариус, 1996. — 85 с. ISBN 9985-834-04-6

На шведском
- Kristalltårar, 1974
- (ingen & den knottriga damen), 1978
- Sortie, 1979
- Pravda Love, 1983
- Hibakusha Go Go, 1987
- Gud All-En, 1989
- Kali, 1993
- där kärleken är en dunkel och förödande företeelse, 1996
- Klockorna i Mandalay (i Amos Andersons konstmuseums publikation nr 37), 2001
- Aradisiaca, 2005
- under ett ramsvart hjärta, 2009